# Господин пољопривредник
У Уједињеном Краљевству, САД и Канади, господин пољопривредник или џентлмен фармер (енг. Gentleman farmer) је земљопоседник који има фарму као део свог имања и који се бави фармом углавном ради задовољства, а не ради профита.
Collins English Dictionary дефинише господина фармера у Уједињеном Краљевству као онога који се активно бави пољопривредом, али се тиме не бави за живот, или особу која поседује фарму, али је сама не обрађује (парафраза). Господин фармер у Сједињеним Америчким Државама се дефинише као богат човек који може себи да приушти фарму из задовољства, или богат човек који се бави фармом не да би зарадио, већ зато што га то занима (парафраза).
Фарма може варирати од мање од десет до стотина или чак хиљада хектара и може производити било који број врста житарица, живине или друге стоке. Господин пољопривредник запошљава раднике, а може запослити и управника фарме, а фарма обично није главни извор његовог прихода. Углавном има сопствена приватна примања, ради у професији, поседује велики бизнис негде другде, или неку комбинацију од то три.
Неколико америчких председника и привредника су били господа пољорипревдници.